# Subang Jaya
Subang Jaya je páté největší město v Malajsii, leží ve státě Selangor. Nachází se jihozápadně od města Kuala Lumpur a žije v něm asi přibližně 708 tisíc obyvatel. Založeno bylo roku 1974. Do města se lze dostat několika silnicemi a dálnicemi, s městy Kuala Lumpur a Port Klang jej spojuje železnice.